# Gozu
(Ozaki, prima di uccidere un chihuahua)
Gozu (極道恐怖大劇場 牛頭?, Gokudō kyōfu dai-gekijō - Gozu, lett. "Gran teatro della paura della Gokudō - Gozu") è un film del 2003, diretto da Takashi Miike, presentato nella Quinzaine des Réalisateurs al 56º Festival di Cannes.
Inizialmente girato per il V-Cinema, dopo il successo ottenuto al Festival di Cannes i produttori lo fecero uscire nelle sale cinematografiche.

## Trama
Ozaki, appartenente ad una famiglia yakuza, inizia a dare segni di preoccupante squilibrio mentale. Ad una riunione della famiglia, convinto che un chihuahua sia una spia anti-yakuza lo uccide brutalmente.
Il suo boss incarica Minami, che ha un rapporto ambiguo con Ozaki che va oltre la semplice amicizia, di portarlo in una discarica di Nagoya, dove Ozaki verrà ucciso perché diventato troppo pericoloso per la famiglia.
Durante il viaggio, Minami si rende conto della totale follia di Ozaki: questi infatti sta per sparare ad una tranquilla signora alla guida di un'auto che lui crede sia un mezzo anti-yakuza. Minami interviene in tempo e stordisce Ozaki con un colpo alla testa, quindi riprende il viaggio.
Minami fa una sosta ad un bar, popolato da strani individui come un barista pelato che indossa un reggiseno, e si reca in bagno. Quando esce non trova più Ozaki in macchina. Disperato, Minami torna al bar e chiede ai presenti se un altro uomo è entrato lì quando lui era in bagno. I clienti del bar negano, ma sembrano nascondere qualcosa. Minami parte allora alla ricerca di Ozaki, ma una gomma della macchina scoppia e il ragazzo rimane in panne. In suo aiuto accorre Nose, uno strano individuo con un problema di depigmentazione. Minami in un primo tempo rifiuta l'aiuto di Nose, ma poi accetta. Nose lo conduce da un uomo che si offre di aiutarlo, ma in cambio della risoluzione di un indovinello. Se la risposta sarà positiva, Minami otterrà il suo aiuto, se sarà negativa l'uomo si prenderà qualcosa di molto prezioso per Minami. Questi accetta e risolve appena in tempo l'indovinello, quindi parte con Nose alla ricerca di Ozaki.
I due si recano in una locanda, gestita da una donna anziana e da un uomo che si comporta in modo strano. Minami prende una stanza e rifiuta di far dormire Nose insieme a lui. Mentre si sta facendo un bagno, Minami riceve la visita della signora anziana, che gli propone di bere il latte dai suoi seni. Minami si rifiuta, inorridito.
Il giorno seguente Minami si reca con Nose nuovamente al bar popolato da strani individui. Lì Nose viene riconosciuto da due clienti, che lo convincono a parlare con loro. Minami aggredisce uno dei due uomini e dopo che Nose si rifiuta di continuare ad aiutarlo si allontana. Tornato alla locanda, viene convinto dalla proprietaria a partecipare ad un rito magico. La signora è infatti convinta che l'uomo che gestisce la locanda con lei, che è il fratello, abbia il potere di evocare le anime dei morti. Fatto spogliare il fratello, la signora inizia a fustigarlo selvaggiamente, non ottenendo alcun risultato. Minami, sconvolto, tenta di fermare il "rito", senza successo. Si rintana quindi sotto un tavolo, fino a quando i due si allontanano gemendo. Ripresosi, Minami si trova di fronte Nose, apparso dal nulla. Questi gli confida di essere molto spaventato, e che il barista che indossa il reggiseno in realtà è morto tre anni prima; gli comunica che i clienti del bar hanno visto Ozaki che chiedeva al proprietario del riso e che non avendone gli era consigliato di recarsi da un venditore lì vicino.
Minami si reca dal venditore di riso, che lo indirizza al negozio di liquori accanto, gestito da un giapponese e da una donna statunitense. Minami si reca lì, e i due sembrano come ipnotizzati. Minami scopre che leggono un cartello su cui sono scritte delle parole da ripetere meccanicamente.
Tornato alla locanda, Minami scopre la donna anziana che indirizza il latte contenuto nei suoi seni su delle bottiglie. La donna gli dice che un uomo simile a Ozaki ha dormito nella locanda la notte prima. Minami visita la stanza e decide di dormire lì, in attesa che Ozaki torni. Si addormenta e ha un incubo in cui vede uno strano essere dal corpo di un uomo e dalla testa di una mucca che lo fissa e lo lecca avidamente sulla faccia. Risvegliatosi, Minami si reca alla discarica in cui doveva portare Ozaki e scopre che due uomini lo hanno ucciso, schiacciandolo con la macchina in una pressa. Disperato e sconvolto, Minami torna alla sua macchina e vi trova una ragazza che sostiene essere Ozaki. Minami ovviamente non crede a questo, ma la ragazza sembra sapere delle cose private che solo Ozaki poteva sapere. Minami è ancora incredulo, ma decide di portare con sé la ragazza. Arriva però il momento di dire tutto al boss, e Minami decide di lasciare la ragazza, che però insiste per partecipare alla riunione. Minami la porta allora con sé e la ragazza flirta con il boss, che la invita a casa sua.
Quando i due stanno per avere un rapporto sessuale, Minami irrompe nella casa e ingaggia una lotta con il boss, che per avere un rapporto con una donna ha bisogno di infilarsi un utensile da cucina nell'ano. Durante la lotta il boss cade malamente e l'utensile penetra a fondo nell'ano, uccidendolo. Minami fugge con la ragazza e la porta a casa sua. I due hanno un rapporto sessuale, durante il quale accade qualcosa di strano e orribile. La ragazza "partorisce" infatti Ozaki, che sbuca dal suo ventre e fissa con aria perplessa Minami.
La ragazza torna normale, dopo aver fatto un bagno, e passeggia con Minami e Ozaki. Prima dei titoli di coda un cliente del bar fissa la macchina da presa e sghignazza soddisfatto.

## Analisi
Minami è indubbiamente legato ad Ozaki da uno forte rapporto filiale, ma un'entità superiore ad entrambi - il boss, ne decreta la morte, per mano dello stesso Minami. In altre parole il sacrificio richiesto a Minami, attraverso l'eliminazione dell'ingombrante figura paterna, è lo stesso che ogni uomo si trova a dover affrontare quando raggiunge l'età adulta, e deve prepararsi a vivere una nuova vita virile ed indipendente. Non sicuro di quanto si prepara a compiere, Minami preferisce perdersi Ozaki e successivamente mettersi alla sua ricerca. Quasi che attraverso quella ricerca gli sia possibile espiare la colpa che sente di stare per commettere. Quando alla fine arriva a ritrovarlo deve constatarne, non tanto la perdita, quanto la sua trasformazione in una nuova figura: quella di una donna.
La donna simboleggia la sua entrata nell'età virile, anche se ancora una volta Minami sembra non essere convinto di quanto lo attende. La successiva uccisione del boss, avvenuta più o meno incidentalmente, libera Minami dal suo legame con quell'entita superiore che l'ha guidato verso scelte dolorose. E questo gli permette di rigenerare la figura paterna di Ozaki – che infatti viene partorito dal suo alter ego femminile, durante un atto sessuale con lo stesso Minami. Solo a questo punto i desideri di Minami sembrano avverarsi, potendo contare al tempo stesso sulla duplice identità paterna-femminile, e con l'esclusione dell'entità superiore che fino a quel momento aveva influenzato le sue scelte. La scena finale in cui lui, Ozaki e la donna camminano insieme tenendosi sottobraccio, indica probabilmente il raggiunto equilibrio di Minami – e con esso la sua piena maturità.
In relazione a questa lettura le figure secondarie come la donna che si munge i seni e il minotauro, accrescono con la loro presenza il valore simbolico della storia. Virando però al tempo stesso la lettura verso una definizione analitica più arcaica e che esula da una più stereotipata interpretazione in chiave psicoanalitica moderna. Qui non si tratta più di un tipico conflitto edipico freudiano, ma al contrario di un insieme di pulsioni antiche che affondano le radici nella psiche di un uomo ancora allo stato di selvaggio. Pulsioni che avranno il loro sfogo e la loro realizzazione attraverso Minami, portandolo a decisioni che esulano da quelle di un normale contesto umano moderno. Definendo il risultato finale in un'ottica decisamente asociale e anarcoide.

## Produzione

### Sceneggiatura
Gozu fu offerto a Miike dal produttore Harumi Sone. Il regista non gradì però la sceneggiatura proposta e rifiutò il progetto, cosa strana per lui, che di solito accettava qualsiasi film. La Toei però era già pronta a distribuire il film nel mercato dell'home video, quindi Miike chiamò Sakichi Satō, già sceneggiatore di Ichi the Killer, grande successo diretto da Miike nel 2001. Satô riscrisse così la sceneggiatura, ma Miike non svelò la cosa ai produttori. Originariamente, Miike pensava alla storia di «uno yakuza che esce dal ventre di una donna». In seguito Miike dichiarò che Gozu fu un film «fatto di disperazione».

## Riconoscimenti
- 2003 - Neuchâtel International Fantasy Film Festival
  - Miglior film asiatico, premio della giuria
- 2003 - Sitges - Catalonian International Film Festival
  - Migliori effetti speciali, premio della giuria
- 2004 - Festival internazionale del cinema fantastico di Bruxelles
  - Migliore sceneggiatura

## Collegamenti ad altre pellicole
- La sequenza della "rinascita" di Ozaki è un'evidente citazione della sequenza dell'orgia a base di fisting presente in Society - The Horror, diretto da Brian Yuzna nel 1989.
- Una mungitura dei seni è presente anche in Visitor Q, diretto da Takashi Miike nel 2001.

"Gozu" omaggia in modo più o meno esplicito il cinema e la poetica di molti altri grandi cineasti, in particolare Jodorowsky, Lynch, Cronenberg e Jarmusch.
Con "Lost Highway", Mulholland Drive" ed "Inland Empire" condivide certamente il tema del doppio, la ricerca distopica e disperata del proprio Io, oltre a molti aspetti relativi alla struttura narrativa.
Come molti dei registi sopracitati in alcuni dei loro rispettivi film, Takashi Miike tende con "Gozu" ad esasperare in certi tratti l'elemento del metafilm, non soltanto per l'uso consapevole dello sguardo in camera.